# Over the Hills and Far Away (single van Led Zeppelin)
Over the Hills and Far Away is een nummer van de Engelse rockband Led Zeppelin. Het is het derde nummer van hun vijfde studioalbum Houses of the Holy uit 1973. In Nederland bereikte het, als single uitgebrachte nummer, de 7e plaats in de Nederlandse Tipparade (week 31, 1973). De B-kant bevatte het nummer "Dancing Days", afkomstig van hetzelfde album.

## Compositie en opname
Het nummer is in 1972 opgenomen in Mick Jaggers huis Stargroves in Hampshire, met behulp van de Rolling Stones Mobile Studio en geluidstechnicus Eddie Kramer. De eindmix vond plaats in de Electric Lady Studios in New York, eveneens onder leiding van Eddie Kramer.
Gitarist Jimmy Page en zanger Robert Plant schreven het nummer in 1970 in Bron-Yr-Aur, een 18e-eeuwse cottage in de buurt van Machynlleth in Snowdonia in Wales. Het nummer gaat over de levensstijl van de hippiecultuur, en werd eerst "Many, Many Times" genoemd. Het bestaat uit twee delen, een rustig akoestisch begin dat overgaat in een hardrock gedeelte. "Over the Hills and Far Away" kenmerkt zich vooral door het strakke samenspel tussen bassist John Paul Jones en drummer John Bonham.

## Recensies
Muziekjournalist Gordon Fletcher van Rolling Stone Magazine kraakte het nummer af:

"Over the Hills and Far Away" is uit hetzelfde hout gesneden als "Stairway to heaven", en zonder de verzengende gitaarsolo vervalt het al snel tot saaiheid... net als de eerste vijf minuten van "Stairway". 

Andrew Unterberger van het tijdschrift Spin, vond "Over the Hills and Far Away" "Led Zeppelins beste nummer". Unterberger:

De band doet in dit nummer alles goed. De onvergetelijke en, muzikaal gezien, onmogelijke openingsriff, de overgang van akoestisch naar elektrisch, de constante wisselingen in toon en dynamiek, de doordringende gitaarsolo, het onberispelijke samenspel van gitaar, bas en drums, het onnavolgbare Plant gekrijs, de prachtige coda, zelfs de verwarrende titel.

Journalist Bill Wyman van Vulture.com, zei er in 2015 het volgende over:

Er zit iets charmants in het enigszins ongebruikelijke ritme en de vriendelijkheid van de akoestische opening van het nummer. Het is er echter voor een ander doel... de explosie van een elektrische gitaar. Alles aan het nummer werkt, tot aan de uitbarsting van abstract geluid waarmee het nummer eindigt.

## Live-uitvoeringen
Op 19 juni 1972, tijdens de concerttour door de Verenigde Staten en Canada, werd "Over the Hills and Far Away" voor het eerst live uitgevoerd in de Seattle Center Arena in Seattle. Het was daarna tot en met 1979 een vast onderdeel van de setlist bij optredens. Pas in 1980, tijdens de Europese concerttour verdween het van de setlist.
Robert Plant verving vaak de eerste zin van het tweede couplet, "Many have I loved, many times been bitten", door de eerste zin van het derde couplet, "Many times I've lied, many times I've listened". Ook vulde hij vaak de woorden "Pocket-full of gold" (vierde couplet) aan met "Acapulco Gold" (een cannabis soort).Dit is duidelijk te horen op het, in 2003 verschenen, livealbum How the west was won. Vanaf 1973 zong hij het tweede en derde couplet in een lagere toonhoogte vanwege de toenemende schade aan zijn stembanden. Jimmy Page verdeelde de gitaarsolo in het nummer vaak in tweeën, een akoestisch en een elektrisch gedeelte. Deze verlengde solo zorgde ervoor dat het nummer soms meer dan zeven minuten duurde.

### Live-uitvoeringen op albums
- The Song Remains the Same (Heruitgave 2007), opgenomen in 1973 tijdens de concertreeks in Madison Square Garden in New York.
- How the west was won (2003), compilatie van de optredens op 25 en 27 juni 1972, in respectievelijk The Forum in Inglewood (Californië), en de Long Beach Arena in Long Beach (Californië).[9]

### Film/Dvd-versies
- Led Zeppelin DVD (2003), compilatie van beeldmateriaal van optredens in de Kingdome in Seattle op 17 juli 1977, en tijdens het Knebworth Music Festival in Knebworth Park in Engeland in 1979.[9]

## Cover-versies
"Over the Hills and Far Away" is door diverse artiesten gecoverd. De bekendste zijn:

| Artiest          | Album                                            | Jaar |
| ---------------- | ------------------------------------------------ | ---- |
| Mary Ann Redmond | Mary Ann Redmond Live!                           | 1997 |
| Nikki Boyer      | A Tribute to Led Zeppelin - Livin, Lovin, Played | 2002 |
| Led Zepagain     | Led Zepagain: A Tribute To Led Zeppelin          | 2005 |
| Gov't Mule       | Holy Haunted House                               | 2008 |